# Viaduc de Cerusa
Le viaduc de Cerusa (en italien : viadotto Cerusa) est un viaduc autoroutier italien qui porte l'autoroute A10 (cette section faisant partie de la route européenne E80) dans la municipalité de Gênes, en Ligurie.

## Histoire

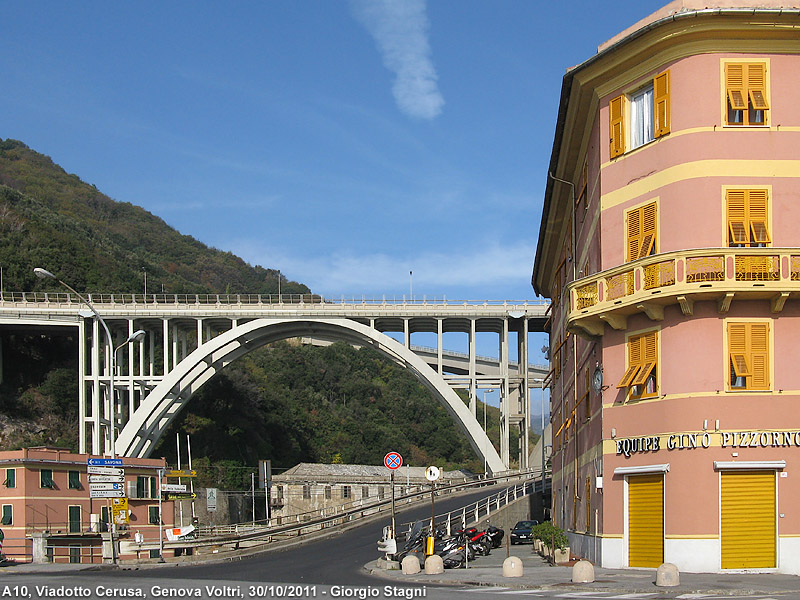
Le viaduc vue du quartier de Voltri, avec, en arrière-plan, le viaduc de Cerusa O.

Achevé en 1967, le viaduc porte l'autoroute A10 en direction de l'ouest (centre de Gênes) sur une chaussée de trois voies monodirectionnel. L'ouvrage s'achève par un échangeur autoroutier pour prendre la direction de l'autoroute A26 vers Alexandrie ou la continuité de l'A10 vers le centre de Gênes.
Au nord se trouve le viaduc de Cerusa O qui porte l'A10 en sens inverse, en direction de Vintimille.